# 117-та окрема важка механізована бригада (Україна)
117-та окрема важка механізована бригада (117 ОВМБр) — механізоване з'єднання Сухопутних військ Збройних сил України. Входить до складу 10-го армійського корпусу.

## Історія
У березні 2023 року повідомлялося, що 15-й окремий стрілецький батальйон увійшов до складу 117-ї окремої механізованої бригади як 1-й механізований батальйон.
У серпні 2023 року бригада вела наступ на Мелітопольському напрямку. На той час перебувала у складі 10-го армійського корпусу.
На грудень 2024 року носила назву 117-ї окремої важкої механізованої бригади. Вона стала однією з двох бригад такого типу в Україні, поряд із 17-ю окремою важкою механізованою.

## Структура
- управління (штаб)
- 1-й механізований батальйон[6][7]
- 15-й стрілецький батальйон[8]
- Бригадна артилерійська група
  - БУАР[9]

## Оснащення
- PT-91 Twardy[10]
- САУ AS-90[11]
- M113[12]
- Roshel Senator[13]
- Oshkosh[14]
- М4А1[15]
- Browning[16]

## Командування
- 2024: полковник Корсун Сергій Петрович[17]

## Символіка
В емблемі бригади в блакитно-зеленому навскісному щиті зображено закуту в лати руку з мечем, що відтворює сюжет герба наказного гетьмана Якима Семеновича Сомка (бл. 1610—1663).
Подібно це зображення представлено на лицевій стороні почесного стягу 117 бригади. На зворотному боці перехрещено дві рушниці та ядро з полум'ям.

## Втрати

### 2023
- 30 липня 2023 — Чеховський Віталій. 38 років, м. Львів.[19]
- 31 липня 2023 — Полєщук Віталій Валерійович, солдат, командир гармати, м. Бахмач. Загинув у віці 32 років поблизу села Новоданилівка Запорізької області.[20][21]
- 1 серпня 2023 — Лук'яненко Олександр Олександрович («Лук'ян»).[22]
- 7 серпня 2023 — Яремчук Микола.[23]
- 7 серпня 2023 — Цибак Дмитро Петрович, лейтенант.
- 18 серпня 2023 — Трохимчук Ігор В'ячеславович («Прапор»). 27 вересня 1988, м. Рівне.[24]
- 20 серпня 2023 — Оліферчук Микола Федорович. Загинув біля села Роботино Запорізької області.[25]
- 21 серпня 2023 — Шиковець Олександр («Шрек»). Загинув біля села Роботино Запорізької області.[26]
- 30 серпня 2023 — Наумов Олександр Юрійович («Умка»). 21 рік, м. Нетішин. Загинув біля Малої Токмачки Запорізької області від артобстрілу.[27]
- 3 вересня 2023р — Тарасюк Богдан Петрович 19 років. 21.03.23р був переведений на військову службу у військову частину А4674 потрапив до 117-тої окремої механізованої бригади, 7-ї роти 3взводу.
- 5 вересня 2023 — Друзь Валерій, старший солдат, старший механік-водій 7-ї механізованої роти. Помер у госпіталі від поранень отриманих на Запоріжжі.[28]
- 18 вересня 2023 — Удодік Іван «Мазай», солдат, бойовий медик розвідувальної роти. Загинув у Запорізькій області.[29][30]
- 20 вересня 2023 — Рахильчук Олександр, старший солдат, гранатометник. Загинув у Запорізькій області.[31]
- 28 вересня 2023 — Пуха Анатолій Васильович, стрілець-помічник гранатометника. Загинув біля села Новопрокопівка Запорізької області в результаті мінометного обстрілу.[32]
- 23 жовтня 2023 — Бердник Віктор Олександрович, водій-заправник взводу забезпечення артилерійського дивізіону. Загинув в районі села Новопрокопівка Пологівського району Запорізької області.[33]
- 4 листопада 2023 — Гришин Олексій Іванович, водій-механік. Загинув біля н. п. Вербове Запорізької обл.[34]
- 20 листопада 2023 — Бордюг Сергій Олександрович, солдат, стрілець оператор. Загинув в районі села Роботине Пологівського району Запорізької області внаслідок мінометного обстрілу.[35]
- 27 листопада 2023 — Васерук Олександр Володимирович («Булька»), старший солдат, майстер — номер обслуги. Помер в районі населеного пункту Преображенка Пологівського району Запорізької області.[36]
- 29 листопада 2023 — Литвин Тарас Андрійович, солдат.
- 26 грудня 2023 — Сергій Миколайович Малов. Загинув в районі с. Роботине Запорізької області під час мінометного обстрілу.[37]

### 2024
- 6 січня 2024 — Гунько Михайло Володимирович («Койот»), командир ракетно-артилерійського взводу.[38]
- 19 квітня 2024 — Олійник Микола Степанович, 03.02.1978. Загинув на Донецькому напрямку в районі населеного пункту Новомихайлівка.[39]
- 18 липня 2024 — Юзвюк Костянтин Вікторович («Стамбул»), оператор дронів, командир відділення. 20 жовтня 2000, м. Рівне.[40]
- 9 вересня 2024 — Татушенко Іван. 32 роки, м. Буча.[41]
- 27 жовтня 2024 — Микитишин Василь. 10.01.1979, с. Вишнівчик Львівської області.
- [42]16 листопада 2024 біля села Пустинка Старший лейтенант Гнутов Володимир  Олексійович м. Олександрія Кіровоградської області